# Spence (Schiff)
Die USS Spence (DD-512) war ein Zerstörer der Fletcher-Klasse der United States Navy. Sie war benannt nach Robert T. Spence, einem Marineoffizier, der während des Britisch-Amerikanischen Krieges ein Kanonenboot befehligte. Die Spence war das einzige Schiff der Fletcher-Klasse, das während des Zweiten Weltkriegs in einem Sturm verloren ging.

## Technik
Für ausführliche Angaben siehe den Artikel zur Klasse: Fletcher-Klasse

### Rumpf und Antrieb
Der Rumpf der Spence war 114,7 Meter lang und 12,2 Meter breit. Der Tiefgang betrug 5,4 Meter, die Verdrängung 2.100 ts. Der Antrieb des Schiffs erfolgte durch zwei Dampfturbinen von General Electric, der Dampf wurde in vier Kesseln von Babcock & Wilcox erzeugt. Die Leistung betrug 60.000 Wellen-PS, die Höchstgeschwindigkeit lag bei über 35 Knoten.

### Bewaffnung und Elektronik
Hauptbewaffnung der Spence waren bei Indienststellung ihre fünf 5-Zoll/127-mm-Mark 30-Einzeltürme. Dazu kamen diverse Flugabwehrkanonen, die im  Laufe des Krieges immer weiter verstärkt wurden.
Die Spence war seit ihrer Indienststellung mit Radar ausgerüstet. Am Mast über der Brücke waren eine SG- sowie eine SC-Radarantenne montiert, mit denen Flugzeuge in Entfernungen zwischen 15 und 30 Seemeilen und Schiffe in Entfernungen zwischen 10 und 22 Seemeilen geortet werden konnten.

## Geschichte

### Bau und Indienststellung
Die Spence wurde am 18. Mai 1942 bei Bath Iron Works in Bath, Maine auf Kiel gelegt. Nach der Taufe durch Ms. Eben Learned lief sie am 27. Oktober 1942 vom Stapel, nach weiteren Ausrüstungsarbeiten wurde das Schiff dann am 8. Januar 1943 von der Marine in Dienst gestellt. Anfang Februar unternahm der Zerstörer seine ersten Fahrten, sie führten zu Erprobungen in die Guantánamo Bay.

### 1943
Die ersten Einsätze führten die Spence als Konvoibegleitung über den Atlantik nach Casablanca. Nach der Rückkehr an die Ostküste brach sie am 25. Juli über San Francisco nach Pearl Harbor auf. Am 25. August wurde sie der Task Group 1.2 um die Flugzeugträger Princeton und Belleau Wood zugeteilt, die die amerikanische Landung auf der Bakerinsel am 1. September unterstützten. Am 13. September fuhr die Spence weiter nach Éfaté, wo sie am 18. eintraf. Am 22. September brach sie dann mit dem Zerstörergeschwader 23 nach Tulagi auf. In den folgenden Wochen operierte der Verband vor Vella Lavella, wo der Zerstörer auch an der Versenkung mehrerer japanischer Transportschiffe beteiligt war. Am 23. Oktober übernahm Arleigh Burke das Kommando über den Zerstörerverband, unter dem die Spence unter anderem die Landung bei Kap Torokina in der Kaiserin-Augusta-Bucht unterstützte. In der Nacht vom 1. auf den 2. November war der Verband dann an der Seeschlacht bei der Kaiserin-Augusta-Bucht beteiligt. Die Spence selber wurde zwar schwer getroffen, konnte aber den japanischen Zerstörer Hatsukaze kampfunfähig schießen, der kurz darauf sank. Ein japanischer Luftangriff am nächsten Morgen konnte keine Treffer erzielen.
Am 3. November kehrte die Spence in die Purvis-Bucht auf den Florida-Inseln zurück, um die Schäden der Schlacht beheben zu lassen. Zusammen mit dem Kreuzer Nashville kehrte sie dann nach Neugeorgien zurück, wo sie dann in den folgenden Wochen zumeist Transportschiffe eskortierte. Am 24. November griff der Verband japanische Zerstörer an, die ein Flugfeld auf der Buka-Insel evakuieren wollten. Drei der fünf Schiffe wurden in der Schlacht bei Kap St. George ohne amerikanische Verluste versenkt.

### 1944

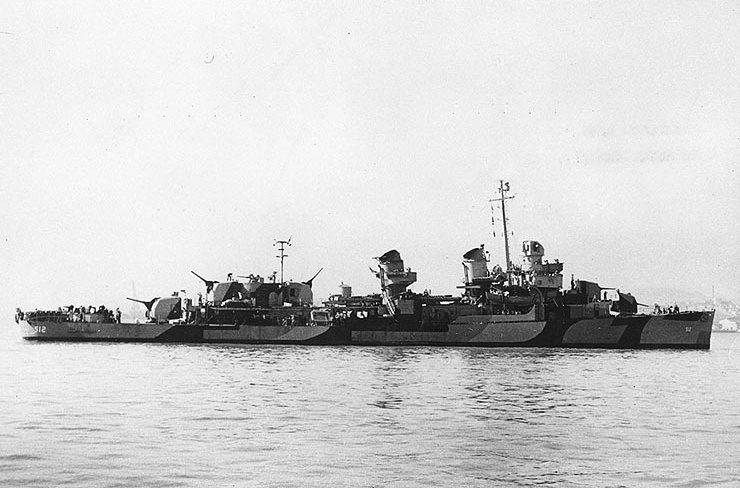
Spence in der Bucht von San Francisco, Oktober 1944

Die Patrouillenoperationen im Seegebiet der Salomonen dauerten bis Ende Februar 1944, währenddessen war die Spence an der Versenkung mehrerer japanischer Transporter sowie der Bombardierung verschiedener Küstenstellungen beteiligt. Am 1. März wurde sie der Task Force 39 zugeteilt, die die Landung auf Emirau im Bismarck-Archipel unterstützte. Ende März lief die Spence mit der Task Force 58 aus, die Angriffe gegen Palau, Yap, Ulithi und Woleai in den Karolinen fuhr. Nach Überholungsarbeiten auf Majuro nahm der Zerstörer dann an der Schlacht um die Marianen-Inseln teil und beschoss japanische Stellungen auf Rota, Guam und Saipan. Dabei versenkte er auch mehrere japanische Transportschiffe. Am 4. August bunkerte die Spence auf dem Weg zur US-Westküste auf Eniwetok Treibstoff und traf am 18. August in San Francisco ein, wo sie für über einen Monat ins Trockendock ging. Am 5. Oktober lichtete sie dann den Anker und dampfte über Pearl Harbor und Eniwetok zurück ins Seegebiet der Palau-Inseln, wo sie Anfang November ankam. Sie wurde der Task Group 38.1 zugeteilt, die die Flugzeugträger der Task Force 38 begleitete. Diese sollten die Landung auf den Philippinen Mitte Dezember unterstützen.

### Untergang
Am 17. Dezember befand sich die Spence etwa 380 Seemeilen östlich von Manila und bereitete sich zur Treibstoffübernahme von der New Jersey vor, indem das Salzwasser aus den Ballasttanks gepumpt wurde. Wegen des schlechten Wetters, das zu einer Beinahekollision der Schiffe und zum Bruch der Treibstoffleitungen führte, wurde die Bunkerung abgebrochen. Über Nacht wuchs der Sturm jedoch auf Orkanstärke an. Ein Taifun zog auf und der Schiffsverband kämpfte sich durch meterhohe Wellenberge. Nachdem das Schiff um 72 Grad nach backbord gerollt war, fiel die Elektrik aus und die Pumpen versagten. Gegen elf Uhr am Morgen des 18. Dezembers kenterte die Spence dann und sank kieloben, nur 24 Besatzungsmitglieder überlebten den Untergang. Die Zerstörer Hull und Monaghan sanken ebenfalls in dem Sturm. Im National Museum of the Pacific War in Fredericksburg, Texas erinnert eine Gedenkplakette an die Opfer des Untergangs.
Die Spence erhielt für ihren Einsatz mit dem Zerstörergeschwader 23 eine Presidential Unit Citation sowie acht Battle Stars.